# تخمدان‌برداری
تخمدان‌برداری یا اوفورکتومی (به انگلیسی: OOphorectomy) به برداشتن یک یا هر دو تخمدان در عمل جراحی گفته می‌شود.